# Nisenan

Siedlungsgebiete der indianischen Stammesgruppen Kaliforniens

Die Nisenan, auch als Southern Maidu und Valley Maidu bekannt, sind eine von mehreren indigenen Gruppen im Kalifornischen Längstal. 

## Name und Sprache
Während der Begriff „Maidu“ in der akademischen Forschung über die Indianer Nordamerikas immer noch gebräuchlich ist, ist er aktuell eher als Vereinfachung einer komplexen Struktur von kleineren Gruppen, Sippen und Gemeinschaften von Indianern anzusehen. Der Name Nisenan leitet sich vom Ablativ-Plural-Pronomen nisena·n, „die mitten unter uns“ ab. Wenige Nisenan sprechen alle Nisenan-Dialekte. Einige Nisenan werden heutzutage zur Shingle-Springs-Gemeinschaft der Miwok-Indianer gezählt, einem gesetzlich anerkannten Stamm.
Nisenan war niemals – wie bei vielen Stämmen in Zentral-Kalifornien – eine politische Kategorie, basiert aber tatsächlich auf einer „gewöhnlichen“ Sprache (tatsächlich einem weiten Spektrum ähnlicher Dialekte). Es gab nie einen Stamm Nisenan, sondern eine Reihe von Sippen, die als kleine unabhängige Gruppen agierten. Jede Sippe oder Tribus sprach eine andere Variante dessen, was als Nisenan-Sprache bezeichnet wird, was wiederum zu einiger Inkonsistenz in den linguistischen Daten führte.

## Territorium
Die Nisenan lebten im Kalifornischen Längstal zwischen dem Sacramento River im Westen und der Sierra Nevada im Osten. Die südliche Grenze erreichte etwa den Cosumnes River nördlich von Elk Grove und den Meadowview-and-Pocket-Gebieten von Sacramento und die nördliche Gegend zwischen dem nördlichen Quellfluss des Yuba River und dem südlichen Quellfluss des Feather River.
Benachbarte Stämme sind die Valley- und die Nördlichen-Sierra-Miwok im Süden, die Washoe im Osten, die Konkow und die Maidu im Norden sowie die Patwin im Westen.